# موسي ديارا
موسي ديارا (بالفرنسية: Moussa Diarra)‏ هو لاعب كرة قدم فرنسي في مركز الدفاع، ولد في 10 نوفمبر 2000 في Stains, Seine-Saint-Denis ‏ في فرنسا. لعب مع نادي تولوز.

## وصلات خارجية
- موسي ديارا على موقع الاتحاد الأوربي (الإنجليزية)
- موسي ديارا على موقع رابطة كرة القدم الفرنسية للمحترفين (الإنجليزية)
- موسي ديارا على موقع إي إس بي إن إف سي (الإنجليزية)
- موسي ديارا على موقع قاعدة بيانات كرة القدم.إي يو (الإنجليزية)
- موسي ديارا على موقع ليكيب (الفرنسية)
- موسي ديارا على موقع ناشيونال فوتبول تيمز (الإنجليزية)
- موسي ديارا على موقع Soccerbase.com (لاعب) (الإنجليزية)
- موسي ديارا على موقع Soccerway.com (الإنجليزية)
- موسي ديارا على موقع عالم كرة القدم.نت (الإنجليزية)
- موسي ديارا على موقع AS.com (الإسبانية)